# Ayuthia spectabile
Espèce
La cigale Ayuthia spectabile est une espèce d'insecte de l'ordre des hémiptères, de la famille des Cicadidae, de la sous-famille des Cicadinae et du genre Ayuthia.

## Répartition
La cigale Ayuthia spectabile se rencontre au Vietnam, en Thailande et en Malaisie continentale.

## Description

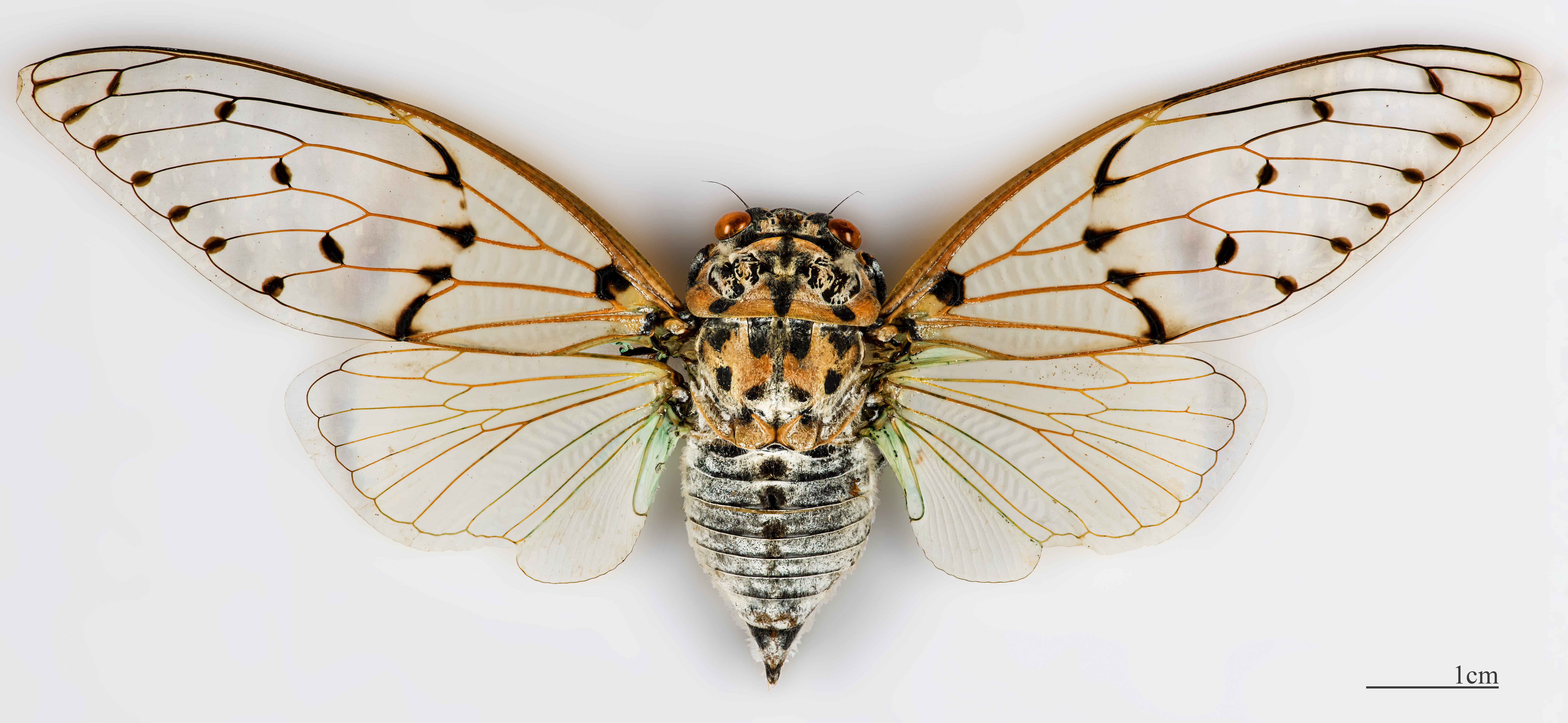
♀ MHNT
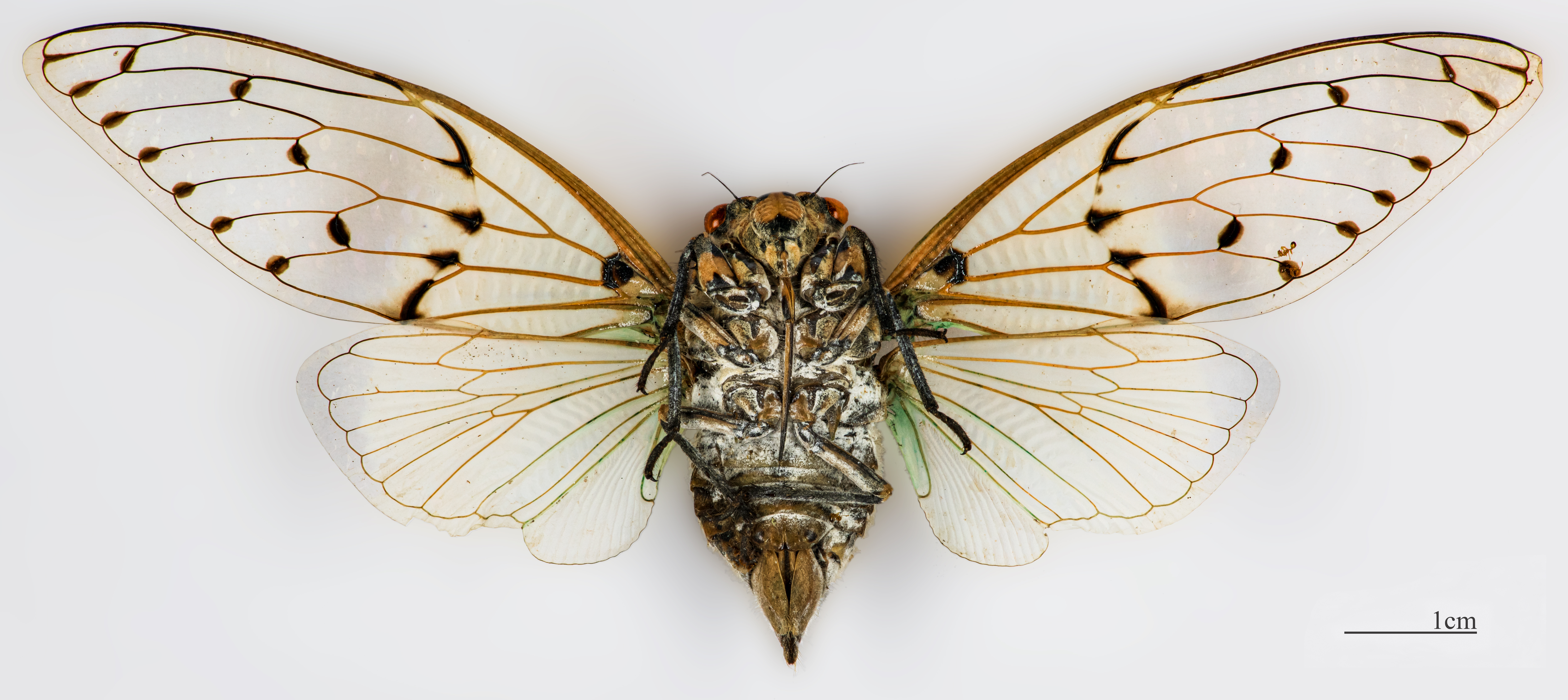
♀ △ MHNT

Ayuthia spectabile mesure de 35 mm pour les femelles à 40 mm pour les mâles avec une envergure de 120 mm élytres comprises.
La tête, yeux compris, est plus étroite que la base du mésonotum et presque aussi longue que le pronotum. Le front est obliquement déprimé. L'écart entre les ocelles et les yeux est plus important que l'espace entre elles qui présente une rainure longitudinale large et forte. 
Le pronotum est clairement plus court que le mésonotum, d'extension latérale modérément convexe avec le bord grossièrement dentelé. La zone du bord postérieur est modérément large et présente des angles latéraux tronqués. Le métasternum est élevé. L'opercule chez le mâle est court et large s'étendant au-delà de la base du métasternum.
Les fémurs antérieurs sont fortement épineux sur le dessous. Le rostre atteint la base du métasternum.
Les élytres et les ailes sont semi-opaques avec les élytres comportant huit cellules apicales.
Ayuthia spectabile est une grande Cigale aux allures lichénomorphes qui porte le nom de « Cigale fantôme » en anglais ou « Cigale spectrale » en raison de son étonnante livrée blanche qui lui confère un excellent camouflage.

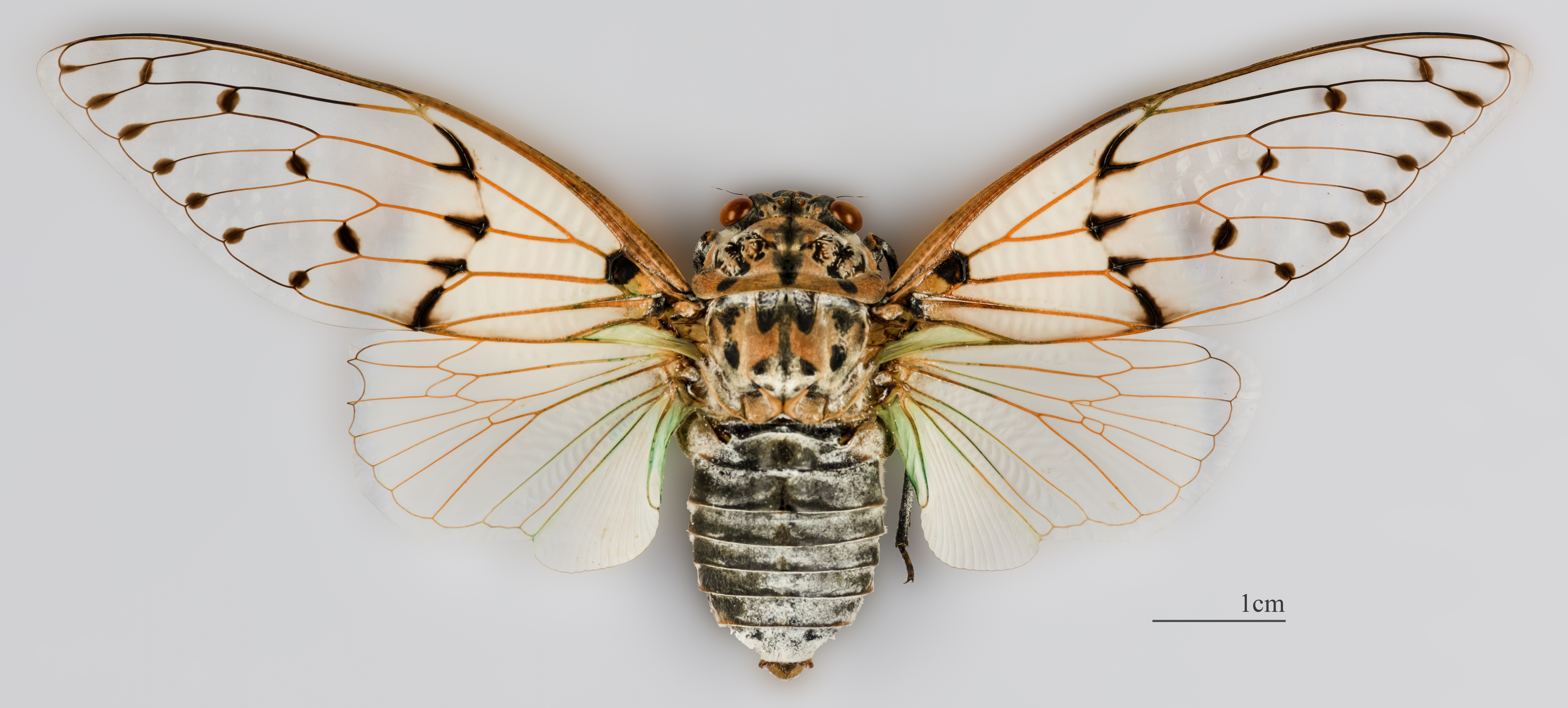
♂ MHNT
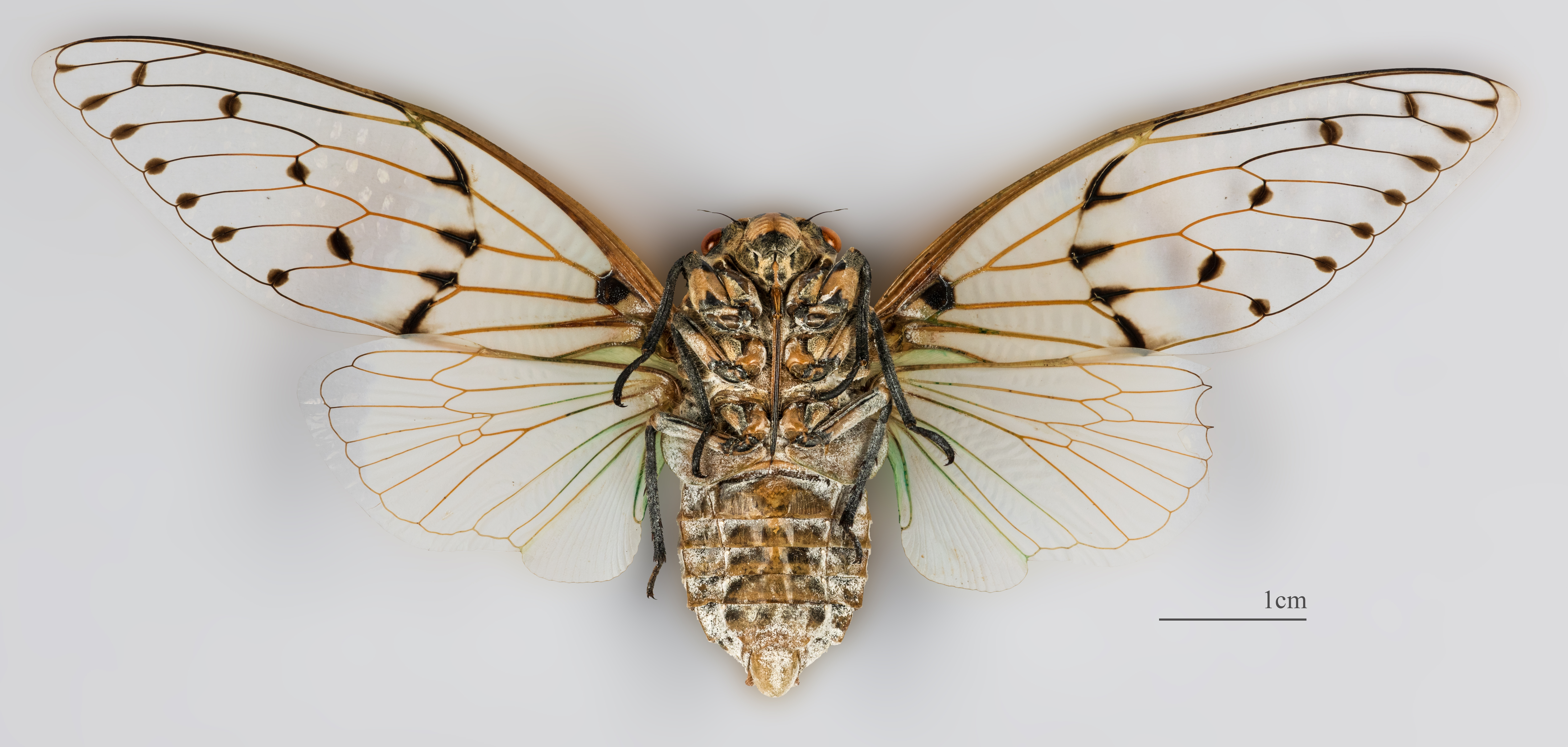
♂ △ MHNT

- ♀ MHNT
- ♀ △ MHNT

### Description du mâle
La tête et le pronotum sont noirs avec une pilosité modérée et claire. La face est châtaigne avec les zones apicales noires. Le bord postérieur du pronotum est de couleur châtaigne avec trois points noirs marqués. Le mésonotum est châtaigne avec, de couleur plus claire, deux larges points obconiques sur le bord antérieur, un point plus long moins bien dessiné sur chaque zone latérale, une ligne centrale fasciée, les angles antérieurs et deux points vers l'avant de l'élévation cruciforme. Le dessus du corps est noir et le dessous châtaigne avec du noir diffus.
Les élytres ont la quasi moitié basale opaque de couleur blanc crème avec une veination châtaigne clair. L'apex des cellules basales, une ligne courbée s'étendant de la base de la zone ulnaire supérieure à la base de la zone apicale inférieure, un point aux apex des zones ulnaires et les veines apicales sont noires. Les ailes (à l'exclusion de l’extrême zone apicale) sont opaques et blanc-crème avec une veinure châtaigne clair.

## Systématique
L'espèce Ayuthia spectabile a été décrite par l'entomologiste britannique William Lucas Distant en 1919. Elle est la seule du genre Ayuthia.

## Particularité
La nano-structure en forme de nano-piliers de la surface des ailes d'Ayuthia spectabile, comme celle d'autres cigales, est antibactérienne et agit notamment contre Pseudomonas fluorescens.